# Чорнобаївська селищна рада
Чорноба́ївська се́лищна ра́да — адміністративно-територіальна одиниця та орган місцевого самоврядування в Чорнобаївському районі Черкаської області. Адміністративний центр — селище міського типу Чорнобай.

## Загальні відомості
- Населення ради: 8 598 осіб (станом на 2001 рік)

## Населені пункти
Селищній раді підпорядковані населені пункти:
- смт Чорнобай
- с. Савківка

## Склад ради
Рада складається з 30 депутатів та голови.
- Голова ради: Мірошниченко Алла Олексіївна
- Секретар ради: Огнівенко Володимир Олександрович

### Керівний склад попередніх скликань
| Прізвище, ім'я, по батькові  | Основні відомості                                                                                 | Дата обрання | Дата звільнення |
| ---------------------------- | ------------------------------------------------------------------------------------------------- | ------------ | --------------- |
| Злидар Григорій Григорович   | Селищний голова, 1956 року народження, освіта вища, член Народної партії                          | 26.03.2006   | 31.10.2010      |
| Злидар Григорій Григорович   | Селищний голова, 1956 року народження, освіта вища, член Партії регіонів                          | 31.10.2010   | 02.06.2013      |
| Мірошниченко Алла Олексіївна | Селищний голова, 1972 року народження, освіта вища, член Всеукраїнського об'єднання «Батьківщина» | 02.06.2013   |                 |

Примітка: таблиця складена за даними сайту Верховної Ради України

### Депутати
За результатами місцевих виборів 2010 року депутатами ради стали:

#### За суб'єктами висування
| Суб'єкт висування                 | Кількість обраних депутатів | %    |
| --------------------------------- | --------------------------- | ---- |
| Партія регіонів                   | 13                          | 43,3 |
| Самовисування                     | 9                           | 30   |
| Українська Народна Партія         | 4                           | 13,3 |
| Політична партія «Сильна Україна» | 2                           | 6,7  |
| Комуністична партія України       | 1                           | 3,3  |
| Народна партія                    | 1                           | 3,3  |

#### За округами
| № округу                          | Прізвище, ім'я, по батькові         | Дата визнання обраним | Освіта           | Партійна приналежність                        | Відомості про обраного депутата                                                      |
| --------------------------------- | ----------------------------------- | --------------------- | ---------------- | --------------------------------------------- | ------------------------------------------------------------------------------------ |
| Комуністична партія України       |                                     |                       |                  |                                               |                                                                                      |
| 21                                | Гордій Валерій Іванович             | 04.11.2010            | середня          | позапартійний                                 | КП"ВУЖКГ", оператор                                                                  |
| Народна Партія                    |                                     |                       |                  |                                               |                                                                                      |
| 20                                | Панченко Оксана Іванівна            | 04.11.2010            | вища             | позапартійна                                  | Черкаське обласне об'єднане бюро технічної інформації, технік                        |
| Партія регіонів                   |                                     |                       |                  |                                               |                                                                                      |
| 4                                 | Бугай Василь Петрович               | 04.11.2010            | вища             | член Партії регіонів                          | відділення соціально-побутової адаптації терцентру, завідувач                        |
| 5                                 | Карпань Юрій Миколайович            | 04.11.2010            | вища             | член Партії регіонів                          | Чорнобаївська ЦРЛ, лікар-травматолог                                                 |
| 8                                 | Таранушенко Олександр Володимирович | 04.11.2010            | вища             | член Партії регіонів                          | фінансове управління Чорнобаївської РДА, начальник                                   |
| 9                                 | Злидар Тарас Григорович             | 10.01.2011            | вища             | член Партії регіонів                          | Відділення № 151/23 АБ «Укргазбанк», економіст                                       |
| 11                                | Чижик Андрій Іванович               | 04.11.2010            | вища             | член Партії регіонів                          | Чорнобаївська загальноосвітня школа № 2, директор                                    |
| 13                                | Слинько Любов Віталіївна            | 04.11.2010            | вища             | член Партії регіонів                          | дошкільний навчальний заклад «Вишенька», завідувачка                                 |
| 17                                | Огнівенко Володимир Олександрович   | 04.11.2010            | вища             | член Партії регіонів                          | селищна рада, заступник селищного голови з питань діяльності виконавчих органів ради |
| 19                                | Чуб Руслан Васильович               | 04.11.2010            | вища             | член Партії регіонів                          | Чорнобаївська селищна рада, спеціаліст 2 категорії                                   |
| 22                                | Євмина Іван Васильович              | 04.11.2010            | вища             | член Партії регіонів                          | Чорнобаївська ШМПМК, начальник                                                       |
| 25                                | Рожко Людмила Василівна             | 04.11.2010            | вища             | член Партії регіонів                          | ДПІ у Чорнобаївському районі, начальник                                              |
| 26                                | Лукашенко Тетяна Борисівна          | 04.11.2010            | вища             | член Партії регіонів                          | Чорнобаївська загальноосвітня школа I-III ст. № 1, директор                          |
| 27                                | Пасічник Сергій Іванович            | 04.11.2010            | вища             | член Партії регіонів                          | Чорнобаївський районний центр зайнятості, директор                                   |
| 29                                | Гонтар Ніна Миколаївна              | 04.11.2010            | вища             | член Партії регіонів                          | ВАТ «Чорнобаївський завод продтоварів», голова правління                             |
| Політична партія «Сильна Україна» |                                     |                       |                  |                                               |                                                                                      |
| 15                                | Пурденко Роман Русланович           | 04.11.2010            | вища             | член Політичної партії «Сильна Україна»       | ПП «ПроектБудСтар», головний інженер-проектант                                       |
| 18                                | Безкровна Жанна Григорівна          | 04.11.2010            | вища             | член Політичної партії «Сильна Україна»       | ПП «Імперіал плюс», головний бухгалтер                                               |
| Українська Народна Партія         |                                     |                       |                  |                                               |                                                                                      |
| 3                                 | Баранова Валентина Анатоліївна      | 04.11.2010            | вища             | позапартійна                                  | Чорнобаївське КП «ВУЖКГ», економіст                                                  |
| 7                                 | Кулинич Григорій Васильович         | 04.11.2010            | середня          | член Української Народної Партії              | приватний підприємець                                                                |
| 23                                | Науменко Віктор Павлович            | 04.11.2010            | вища             | член Української Народної Партії              | Черкаське підприємство «Медінсервіс», провідний спеціаліст                           |
| 28                                | Новосельська Ніна Панасівна         | 04.11.2010            | вища             | член Української Народної Партії              | приватний підприємець                                                                |
| Самовисування                     |                                     |                       |                  |                                               |                                                                                      |
| 1                                 | Рудь Світлана Михайлівна            | 04.11.2010            | середня          | член Всеукраїнського об'єднання «Батьківщина» | Аптечний кіоск № 2 аптеки № 302, завідувачка                                         |
| 2                                 | Мовчан Лариса Василівна             | 04.11.2010            | вища             | член Всеукраїнського об'єднання «Батьківщина» | приватний підприємець                                                                |
| 6                                 | Фесун Ігор Анатолійович             | 04.11.2010            | середня          | член Всеукраїнського об'єднання «Батьківщина» | Чорнобаївська ЦРЛ, виїзний фельдшер швидкої медичної допомоги                        |
| 10                                | Хлопецький Володимир Анатолійович   | 04.11.2010            | незакінчена вища | позапартійний                                 | СУЕМ, м. Черкаси, студент                                                            |
| 12                                | Купчин Михайло Іванович             | 04.11.2010            | вища             | позапартійний                                 | ПП «ПроектБудСтар», інженер-проектувальник                                           |
| 14                                | Матюша Таміла Миколаївна            | 04.11.2010            | середня          | член Всеукраїнського об'єднання «Батьківщина» | тимчасово не працює                                                                  |
| 16                                | Мірошниченко Алла Олексіївна        | 04.11.2010            | вища             | член Всеукраїнського об'єднання «Батьківщина» | Чорнобаївська селищна рада, керуюча справами виконкому                               |
| 24                                | Авраменко Богдан Іванович           | 04.11.2010            | середня          | член Всеукраїнського об'єднання «Батьківщина» | приватний підприємець                                                                |
| 30                                | Яценко Анатолій Дмитрович           | 04.11.2010            | середня          | член Партії регіонів                          | приватний підприємець                                                                |

## Природно-заповідний фонд
На землях сілищної ради розташовано гідрологічний заказник місцевого значення Савківський.